# Alex Wilkinson
Alex Wilkinson (Sydney, 13 agosto 1984) è un ex calciatore australiano, di ruolo difensore.

## Carriera

### Club
Ha giocato nella massima serie dei campionati australiano, cinese e sudcoreano.

### Nazionale
Ha esordito in nazionale nel 2014.

## Palmarès

### Club

#### Competizioni nazionali
- K League 1: 2

Jeonbuk: 2014, 2015
- Premier's Plate: 2

Sydney FC: 2016-2017, 2017-2018
- Campionato australiano: 2

Sydney FC: 2016-2017, 2018-2019
- FFA Cup: 1

Sydney FC: 2017

### Nazionale
- Coppa d'Asia: 1

2015